# Harpactea pekari
Espèce
Harpactea pekari est une espèce d'araignées aranéomorphes de la famille des Dysderidae.

## Distribution
Cette espèce est endémique d'Alentejo au Portugal,. Elle se rencontre vers Mértola.

## Description
La carapace du mâle holotype mesure 1,62 mm de long sur 1,18 mm et l'abdomen 1,93 mm.

## Systématique et taxinomie
Cette espèce a été décrite par Řezáč en 2023.

## Étymologie
Cette espèce est nommée en l'honneur de Stano Pekár.

## Publication originale
- Řezáč, Cardoso & Řezáčová, 2023 : « Review of Harpactea ground-dwelling spiders (Araneae: Dysderidae) of Portugal. » Zootaxa, vol. 5263, no 3, p. 335-364.